# Bruno Brivonesi
Bruno Brivonesi (Ancona, 16 de juliol de 1886 – Roma, 1 de desembre de 1973) va ser un almirall italià que va participar en la guerra italo-turca, la Primera i la Segona Guerra Mundial. Va ser un pioner de l'aviació naval, pilot de dirigibles i hidroavions. El seu germà, Bruto Brivonesi, era també almirall.

## Biografia
Va néixer a Ancona el 16 de juliol de 1886, fill de Benedetto i Ida Costanzi, i va ingressar a la Reial Acadèmia Naval de Livorno d'on va sortir amb el rang de [[[guardiamarina]]. Va participar en les operacions de rescat durant el terratrèmol de Messina de 1908, rebent una elogis solemne i sent condecorat amb una Medalla de Bronze al Valor Civil. El 30 de gener de 1910 va ser destinat, juntament amb altres oficials per assistir al primer curs de pilotatge de dirigibles a l'Escola de Dirigibles de Vigna di Valle , iniciant el curs el 15 de febrer del mateix any.
A finals d'agost de 1911 participà com a pilot del dirigibile P.2 (dirigibile), p. 2 en les grans maniobres del Regio Esercito celebrades a Monferrato, en presència del cap d'estat major general Alberto Pollio. En aquella ocasió va tenir l'honor de transportar el rei Víctor Manuel III i el seu ajudant de camp general, el contraalmirall Paolo Thaon de Revel, a bord de l'aeronau.
El 29 de setembre següent, va esclatar la guerra italo-turca, i va marxar a Líbia com a pilot de dirigible el 3 de desembre arribant a Tripoli juntament amb els membres del departament amb l'aeronau P.2 iniciant les operacions de guerra el març de 1912.
En tornar a Itàlia va ser embarcat, com a segon director de tir, al cuirassat Dante Alighieri, per ser enviat posteriorment a l'Estació d'Hidroavió a l' illa de Sant'Andrea (Venècia) a Venècia per obtenir una llicència de pilot d'hidroavió, amb la finalitat d'embarcar un avió Curtiss Model F. al cuirassat. Després d'haver assistit a un curs a l'Acadèmia Naval, durant l'any 1913 va ser ascendit a tinent i va tornar a embarcar al cuirassat, romanent-hi fins a l'octubre del mateix any quan va ser destinat a embarcar en un nou tipus d'aeronau llavors V. 1 V.1 Città di Jesi s'està instal·lant a la base d'hidroavions de Vigna di Valle. Després de l'entrada a la guerra del Regne d'Itàlia , el 24 de maig de 1915, el 28 de juny següent va assumir el comandament de l'aeronau i de l'aeroport de Ferrara. A les 21.00 hores del 5 d'agost va enlairar de Ferrara al comandament del seu dirigible per dur a terme una acció de bombardeig contra la base naval de Pula. Havent arribat a l'objectiu a les 23.40 hores, la violenta reacció antiaèria va impactar contra el Città di Jesi que, greument danyar, va començar a perdre alçada fins a tocar la superfície del mar. Després d'intentar destruir l'aeronau, ell i la seva tripulació van ser recuperats i fets presoners per un vaixell torpediner austrohongarès. Traslladat al camp de presoners de Mauthausen , va tornar a la seva terra natal el maig de 1917, simulant una greu malaltia que va afavorir la seva repatriació per motius de salut.
Un cop acabat el conflicte va esdevenir comandant en successió dels dirigibles M.15 i M.6, en els quals, com a capità de corbeta, va guanyar la tercera medalla de plata pel comportament i habilitat demostrades durant un vol sorprès per una violenta tempesta.
Aleshores comandant del destructor Solferino, dels exploradors Nicolò Zeno i  Carlo Mirabello i del destructor Insidioso. Durant la dècada de 1930 va ser adscrit al comandament de la Regia Aeronautica, i entre el 8 de novembre de 1935 i el 6 de setembre de 1936 , com a capità de navili, va ser comandant del creuer pesant Trento. Entre finals de 1936 i 1939 va ocupar el càrrec d'Agregat Naval a l'Ambaixada italiana a Londres, encarregant-se de les relacions entre les dues marines en el moment de la Guerra Civil Espanyola, i el juliol de 1938 , amb el grau de contraalmirall, va dirigir una formació naval formada pels vaixells escola Amerigo Vespucci i Cristoforo Colombo, amb cadets de l'Acadèmia Naval a bord, en un viatge educatiu a Irlanda.
Entre 1939 i 24 d'abril de 1940 va ser comandant de l'Acadèmia Naval de Livorno, per després assumir la del comandament superior de la Marina de " Líbia ", hissant el seu pavelló sobre el minador Monte Gargano.
El 24 d'abril de 1941 va substituir el contraalmirall Luigi Sansonetti al capdavant de la 3a Divisió Naval, composta pels creuers pesats Trento i Trieste, i els destructors Alpino, Bersagliere, Fuciliere i Fuciliere.
Al comandament de les unitats de la 3a Divisió Naval el 9 de novembre de 1941 va participar en la destrucció del comboi de Duisburg. A causa del desastrós resultatdel combat va ser rellevat del comandament, substituït pel contraalmirall Angelo Parona, i sotmès a un expedient disciplinari. Absolt de tots els càrrecs el juliol de 1942, va ser destinat a la guarnició territorial de Marisardegna amb seu a l'illa de la Maddalena.
Després de la caiguda del feixisme el 25 de juliol de 1943 , i la detenció posterior, Benito Mussolini va ser traslladat de Roma a l'illa de la Maddalena, i com a comandant militar autònom marítim de Sardenya va ser nomenat responsable del presoner, tancat a Villa Weber. Els dos s'odiaven des de la destrucció del comboi de Duisburg, i les seves relacions sempre van ser molt fredes. El 27 d'agost va organitzar el trasllat de Mussolini al continent a bord d'un hidroavió CANT Z.506 Alcione.
A larmistici del 8 de setembre de 1943 va ser convocat per l'almirall Raffaele de Courten a Roma, on a les 12.30 va rebre alguns documents que hauria d'haver lliurat a l'almirall Carlo Bergamini, comandant de la Força Naval de Batalla, quan el comboi sota el seu comandament. El comandament va passar prop de la Maddalena: aquestes eren les clàusules d'armistici i les instruccions posteriors. L'enfonsament per part dels alemanys del cuirassat Roma , en el qual es trobava a bord Bergamini, que es va produir el 9 de setembre , però va fer inútil la missió. De seguida va tornar a la Maddalena i es va veure haver d'enfrontar-se a la retirada de la Wehrmacht de Sardenya cap a Còrsega. Els alemanys, tot i haver rebut el pas del general Antonio Basso per a la seva evacuació de l' illa per garantir la seguretat del pas de l'estret de Bonifacio, van decidir prendre el control de la fortalesa, la guarnició de la qual comptava amb milers d'homes, també armats amb canons de gran calibre. Un grapat d'alemanys va ocupar per sorpresa el comandament de la Reggia Marina poc després del migdia del 9 de setembre, fent presoner el mateix Brivonesi juntament amb els oficials del comandament, que van ser alliberats només uns dies després després d'una sagnant reacció iniciada per iniciativa d'alguns no oficials, mariners i carrabiners italians, amb l'acord definitiu entre les parts de no obstaculitzar-se mútuament.
L'abril de 1946 se li atorgà el títol de Cavaller de l'orde militar de Savoia i se li va posar en excedència definitiva. L'any 1952 es va publicar el llibre de l'escriptor Antonino Trizzino Navi e poltrone que va criticar durament la seva actuació durant l'enfrontament del 9 de novembre de 1941, arribant pràcticament a acusar-lo de covardia davant l'enemic. Va demandar a l'escriptor per difamació i menyspreu, però el 1954 Trizzino va ser absolt de tots els càrrecs pel Tribunal de Milà.
Va morir a Roma l'1 de desembre de 1973.

## Condecoracions
Cavaller de l'orde militar de Savoia - 31 de març de 1946
 Medalla de Plata al Valor Militar - 3 d'abril de 1913
 Medalla de Plata al Valor Militar - 28 de novembre de 1918
 Medalla de Plata al Valor Militar - 18 de desembre de 1924
 Medalla de Plata al Valor Militar - 19 de juliol de 1941
 Creu de Guerra al Valor Militar – 1 d'abril de 1946
 Gran Oficial de l'orde de la Corona d'Itàlia - 21 d'abril de 1940
 Cavaller de l'orde de la Corona d'Itàlia
 Oficial de l'orde de la Corona d'Itàlia - 28 d'octubre de 1931
 Comanador de l'orde de la Corona d'Itàlia -
 Oficial de l'orde de Sant Maurici i Sant Llàtzer
 Cavaller de l'orde de Sant Maurici i Sant Llàtzer
 Comenador de l'orde colonial de l'Estrella d'Itàlia
 Medalla de Plata al Valor Civil - 5 d'octubre de 1933
 Medalla de Bronze al Valor Civil
 Medalla commemorativa de la Guerra Italo-Turca (1911-1912)
 Medalla commemorativa de la guerra 1915-1918
 Medalla commemorativa italiana de la Victòria de 1918
 Medalla commemorativa de la Unitat d'Itàlia 1848-1918
 Medalla Commemorativa del Període Bèl·lic 1940-43

## Publicacions
- Verso Mauthausen. Il dramma del “Città di Jesi”, Casa Editrice Ardita, Roma, 1933.
- Mare e Cielo. Ricordi e nostalgie di un pioniere dell'aeronautica, Giusti editore, Livorno, 1938.
- La commemorazione di Costanzo Ciano al Fascio di Londra, Regia Ambasciata d'Italia, [fuori collana], Londra, 1939, pagg. 20.[N 8]
- La Marina e lo sviluppo iniziale dell'arma aerea, Rivista Marittima, Stato Maggiore della Marina Militare, Roma, 1959.
- Il castello aragonese “S. Angelo” di Taranto, Istituto Storico di Cultura dell'Arma del Genio, Roma, 1967.